# Дворец Огинских (Вильнюс)
Дворец Огинских в Вильнюсе (лит. Oginskių rūmai  Vilniuje) — памятник архитектуры XVIII века, расположенный в Старом городе между улицами Арклю и Руднинку.

## История
В середине XVII—XVIII веков князья Огинские купили здесь несколько доходных домов. В первой половине XVIII века Игнатий Огинский построил большой корпус дворца, а в середине XVIII века — малый корпус с флигелем.
Позже здания были реконструированы в стиле классицизма: фасад со стороны Конской улицы спроектирован архитектором Иоганном Гаутингом, фасад со стороны Рудницкой улицы спроектирован Томасом Руселем. В середине XIX века комплекс был дополнен жилыми домами. Во второй половине XIX века в залах дворца проходили дворянские собрания, балы и концерты.
В межвоенный период в зданиях размещались еврейская гимназия, мастерские, обувная фабрика, магазины и квартиры. Во время Второй мировой войны в части дворцовых зданий действовал театр Вильнюсского гетто.
После войны во дворце некоторое время размещался дом культуры милиции. В 1972—1982 годах главный корпус ансамбля был приспособлен для театра кукол «Леле» и Молодёжного театра.